# Suszec Kopalnia
Suszec Kopalnia – przystanek kolejowy w Suszcu, w powiecie pszczyńskim, w województwie śląskim. Znajduje się na wysokości 266 m n.p.m.

## Ruch pasażerski
| Rok  | Wymiana pasażerska na dobę |
| ---- | -------------------------- |
| 2017 | 0-9                        |
| 2022 | 0-9                        |

Przystanek powstał 2 czerwca 1985 na istniejącej od 1938 roku linii kolejowej z Rybnika do Pszczyny. Powodem jego powstania było otwarcie w 1983 roku Kopalni Węgla Kamiennego Krupiński i budowa zlokalizowanych w pobliżu osiedli mieszkaniowych.
Przystanek jest wykorzystywany na linii S72 (Rybnik - Bielsko-Biała) spółki Koleje Śląskie od 9 grudnia 2012, kiedy spółka ta przejęła obsługę kierunku od Przewozów Regionalnych. Bez zatrzymania przejeżdża również tędy pociąg TLK "Szyndzielnia" (Bielsko-Biała Główna - Wrocław Główny).